# Raffaele Caravaglios
Raffaele Caravaglios (Castelvetrano, 28 dicembre 1864 – Napoli, 29 novembre 1941) è stato un direttore di banda italiano.

## Biografia
Nacque a Castelvetrano (in provincia di Trapani) da Giuseppa Margiotta, casalinga, e da Francesco Caravaglios, maestro di violino, di tromba e direttore di banda.
La famiglia Caravaglios era originaria della Spagna: nel 1856 il nonno di Raffaele, che era compositore per bande e orchestre, fu chiamato a Castelvetrano per supplire un maestro e in seguito fu nominato direttore della banda musicale locale.
Da bambino teneva dei concerti accompagnato dal padre in diversi paesi della Sicilia: a 14 anni divenne orfano e fu ammesso nel Regio Collegio di Musica di Palermo, dove studiò e ottenne il diploma di violino e di composizione a 18 anni.
Mentre dirigeva un brano di Wagner durante le prove di un saggio, ricevette i complimenti dallo stesso autore che si trovava allora a Palermo e stava visitando il Conservatorio.
Nel 1884 fu nominato direttore della Scuola di Musica di Camporeale, dove incontrò quella che poi diventò sua moglie, Maria Antonietta Cipolla. Due anni dopo, nel 1886,  poiché voleva fare ritorno nella sua città, accettò l'affidamento della direzione della Banda Musicale di Castelvetrano e contemporaneamente quella di Alcamo e di Trapani. Nel 1892, assieme alla banda di Alcamo, partecipò al concorso per bande musicali all'interno dell'Esposizione nazionale italiana del 1891 a Palermo.
In quella occasione, l'esecuzione dei brani eseguiti dai musici sotto la guida del maestro Caravaglios fece vincere il primo premio (Diploma d'onore) e la Medaglia d'oro alla banda nella gara fra le 38 bande musicali della Sicilia; da allora in poi si pregia di avere il titolo di “Premiato Complesso Bandistico”.
Grazie alla fama conquistata a seguito dei tanti concorsi da lui vinti come direttore, nel 1896 fu nominato direttore della banda comunale di Napoli, dove diresse l'orchestra del teatro San Carlo durante gli intermezzi delle opere liriche rappresentate. Il concerto d’esordio ebbe un così grande successo da ricevere il plauso della stampa partenopea: seguirono quindi i famosi concerti presso la Villa Comunale, che a partire dal 1899, diventarono un appuntamento fisso.
Ricevette anche dal Governo francese il titolo di Ufficiale di Accademia, per la promozione della musica francese in Italia da parte del Maestro; e poi seguirono inviti e onori dalla Germania e dalla Scozia.
Sempre a Napoli insegnò strumentazione presso il conservatorio San Pietro a Maiella e presso la Scuola Musicale del Real Albergo dei Poveri.
Fu direttore del Liceo Musicale "Giuseppe Verdi" e anche presidente onorario dell'Istituto Musicale "Riccardo Wagner".
Nel 1922, in un concerto a Roma, diresse contemporaneamente le quattro bande della capitale: i giornali d’allora scrissero che Caravaglios era il più grande direttore strumentale per banda italiano.
Ebbe fra i suoi estimatori i più grandi maestri della musica classica e lirica (Bovio, Pietro Mascagni, Malipiero, Wagner, Richard Georg Strauss e altri famosi personaggi fra cui Antonio Cardarelli e Matilde Serao); E.A. Mario dedicò al Maestro la prima copia della Trascrizione per bande della La leggenda del Piave.
Morì a Napoli, dove trascorse la maggior parte della sua vita, il 29 novembre del 1941. La sua tomba si trova nel cimitero comunale.
La villa comunale partenopea porta il suo nome; Castelvetrano, sua città natale, gli ha intitolato una via, come ha fatto anche Alcamo. Inoltre due bande musicali portano il suo nome, quella di Camporeale e una di Castelvetrano.
Il figlio Cesare Caravaglios fu musicologo e compositore.

## Opere
Autore di sinfonie, inni, musica sacra e operette, si dedicò maggiormente alla trascrizione di musiche per banda; ecco l'elenco delle opere:
- 1880 Bifronte, canone inverso
- 188? Danza degli zoppi: americanata  di Raffaele Caravaglios; Bologna: C. Venturi
- 188? Minuetto per pianoforte di Raffaele Caravaglios; Bologna: C. Venturi
- 1882 Sinfonia, per orchestra
- 1882 Intermezzo, andantino, per 15 strumenti
- 1889 Studio e lavoro, sinfonia per Banda
- 1890 Fantasia eroica, per Banda
- 1890 Disillusione, fantasia originale in partitura per banda di R.Caravaglios; Palermo: Luigi Sandron
- 189? Disillusione: fantasia originale di Raffaele Caravaglios; strumentazione di Stefano Gatta; La Loggia: Scomegna, 2013
- 1892 Quartetto, per fiati
- 1892 Un matrimonio a mezzanotte, opera lirica (Libretto di Giuseppe Edoardo Fazio), presentata presso il Teatro Comunale di Alcamo
- 1893 La figlia del Matador, opera lirica (Libretto di G.E. Fazio). Fu rappresentata 130 volte in Tunisia.[6]
- 1893 La contessa di Boccadoro, operetta (apprezzata anche all'estero)
- 1893 Il seminarista, operetta
- 1893 NON TOCCATE LA REGINA, operetta
- 1894 Preghiera, per 6 mandolini e pianoforte
- 1895 Zingaresca, pezzo Caratteristico per Banda del M° Caravaglios;
- 1895 Roma, sinfonia per Banda
- 1899 Tristezza, elegia per Banda
- 1899 La desolata, marcia funebre per Banda
- 1900 Messa da Requiem per Banda
- 1900 Paginetta d'album per pianoforte, presentata nella Piedigrotta 1900;
- 1901 Per Domenico Morelli, Marcia funebre per Banda
- 1902 Gesù è morto, epicedio per Banda
- 1903 Canzone triste, canzone (versi di Federigo Buffon e musica di R. Caravaglios); Napoli: A. Morano & figlio, 1903;
- 1903 Marcia funebre in forma di elegia, per Banda
- 1904 L’entrata di Pulcinella, per Banda
- 1904 Inno a Loubet, marcia trionfale, per Banda
- 1904 Inno al commercio, per Banda (versi di Ugo Ricci)
- 1905 Il sabato del villaggio, lied sulla poesia di Giacomo Leopardi
- 1905 Minuetto, per Banda
- 1905 Pensiero Funebre, marcia funebre in memoria del dr. T. Musumeci di Acireale, per banda
- 1906 Marcianno; musica di R. Caravaglios e versi di Ciullo; Napoli: Raffaele Calace; fa parte di: Piedigrotta R. Calace: album 1906
- 1907 Rapsodia garibaldina, per Banda
- 1908 Alla Patria, Inno nazionale, per Banda (versi di C. Sipione)
- 1908 Inno dei Giornalisti, per Banda
- 1909 Mazurka, per pianoforte N.2; Napoli: R. Calace
- 1909 Rapsodia Napoletana, per Banda, su musiche di S. Gambardella
- 1910 Inno patriottico, per Banda
- 1910 La Perugina: Atto II di Ettore Mascheroni, istrumentazione di Raffaele Caravaglios; Milano: G. Ricordi e C.,
- 1911 Op. 61, n 1: Giga di Giuseppe Martucci (1856-1909), istrumentazione per banda, di Raffaele Caravaglios; Milano, G. Ricordi e C.,
- 1911 Op.70, n 1: Notturno, in sol bemolle di Giuseppe Martucci, istrumentazione per banda, di Raffaele Caravaglios; Milano, G. Ricordi C.,
- 1911 Otello: sunto atto 4 di G.Verdi; istrumentazione di Raffaello Caravaglios; Milano: G. Ricordi e C.
- 1911 Otello: sunto atto 4° di G. Verdi; istrumentazione di Raffaele Caravaglios; Milano: G. Ricordi & C.
- 19?? La Traviata: Preludio Atto I di G. Verdi; trascrizione del Maestro Caravaglios; Roma: C. Zinzi
- 1911 Notturno in Sol bemolle: Op.70 n.1  di Giuseppe Martucci;istrumentazione per banda di Raffaele Caravaglios; Milano: G.Ricordi & C.
- 1912 La walkiria: Incantesimo del fuoco di R.Wagner; istrumentazione di Raffaele Caravaglios; Milano: G. Ricordi e C., 1912
- 1912 Inno per i ricoverati della “Casa paterna Ravaschieri”
- 1913 Inno dei giornalisti; Firenze: G. Mignani e Figlio
- 1913 Suite in 4 tempi, trascritto per 4 flicorni; Roma, Casa editrice "Musica"
- 1913 Inno alla Patria, per Banda. Eseguito a Roma sotto la sua direzione da 3 bande e un coro di 400 voci.[6]
- 1913 Cento temi di Marcia, per Banda
- 1913 Marcia in mib, per Banda
- 1913 I Maestri cantori di Norimberga di R.Wagner: Atto 3°(sunto); istrumentazione di Raffaele Caravaglios; Milano: G. Ricordi e C.
- 1914 Le reve des roses, fantasia coreografica
- 1914 Stiratrì, canzone (versi di N. Celentano)
- 1914 Op. 2: Suite in quattro tempi di Victor De Sabata, Istrumentazione di Raffaele Caravaglios; Milano: G. Ricordi e C.
- 1915 Allegro di Concerto, per clarinetti soprano in Sib di Raffaele Caravaglios; revisione e arrangiamento per symphonic band di Paolino Addesso; Eboli, VigorMusic, 2012
- 1915 Strazio, largo triste, per Banda
- 1916 Suite romantica in quattro parti di Franco Alfano (1876-1954), istrumentazione di Raffaele Caravaglios; Milano: G. Ricordi e C.
- 1917 Le Villi: La tregenda di Giacomo Puccini. Istrumentazione di Raffaele Caravaglios; Milano: G. Ricordi e C.
- 1918 Canto la primavera, romanza (versi di P. Elia)
- 1918 Canto di nostalgia, romanza (versi di P. Elia)
- 1920 Avanti, avanti Italia, per Banda
- 1920 Brevi cenni storici sull'origine della tromba di Buonomo Carmine, con prefazione dell'illustre maestro Caravaglios Raffaele, Grumo Nevano: tip. fratelli Marino
- 1922 Improvvisata, per Violino e Pianoforte
- 1922 Lezioni di istrumentazione e orchestrazione per banda dettate nel Regio Conservatorio di musica "S. Pietro a Majella" di Raffaele Caravaglios; Napoli: Ceccoli & figli, 1922
- 1923 Messa da requiem, per Banda
- 1923 Imparate a leggere, canzone
- 1925 A Giuseppe Mazzini, inno trionfale, per Banda (versi di R.Di Lauro)
- 1925 Inno a Pio XI, per Banda
- 1926 Inno al fascismo, per Banda (versi di A.M. Foschini)
- 1926 Messa da Requiem per i funerali solenni della Regina Margherita
- 1926 All’Ave Maria, per Banda
- 1926 Ouverture miniatura, per Banda
- 1926 L’artigliere (versi di O. Caterini)
- 1928 Mussolini, inno per Banda (versi di L. Cocco)
- 1928 O Roma o Roma (Marcia degli Eroi), inno per Banda, versi di R.Di Lauro e musica di R. Caravaglios; Napoli: F.lli de Marino
- 1928 Interludio, passaggio di maschere e finale dall'Hoffmann. Atto 3° di Guido Laccetti; trascrizione per banda di Raffaele Caravaglios Napoli: f.lli Marino
- 1928 Inno al Re, per Banda (versi di P.E. Bosi)
- 1928 Canto dei fascisti, per Banda
- 1928 Canzone del dopolavoro, per Banda
- 1928 Inno di pace, per Banda (versi di P. Elia)
- 1928 Inno di guerra, per Banda (versi di P. Elia)
- 1929 Ammore e mò, canzone
- 1929 Scene abruzzesi: Seconda suite per orchestra di De Nardis Camillo, trascrizione per grande banda di Raffaele Caravaglios. I tempo. Processione notturna del venerdì santo; Milano: G.Ricordi e C. Edit. Tip.
- 1929 Scene abruzzesi: Seconda suite per orchestra di De Nardis Camillo Trascrizione per grande banda di Raffaele Caravaglios. II tempo. San Clemente a casauria; Milano: G.Ricordi e C. Edit. Tip.
- 1929 Scene abruzzesi: Seconda suite per orchestra di C. De Nardis, trascrizione per grande banda di R. Caravaglios. IV tempo. Festa tragica, Milano: G. Ricordi e C. Edit. Tip.
- 1929 Tosca: Sunto dell'opera, Parte I di G.Puccini, trascrizione per grande banda di Raffaele Caravaglios (partitura); Milano, G.Ricordi e C. Edit. Tip.
- 1929 Suite in quattro tempi: III Idillio di Victor De Sabata; istrumentazione per banda di Raffaele Caravaglios Milano: G. Ricordi e C. Edit. Tip.,
- 1929 Suite in quattro tempi: Op. 2 di Victor De Sabata; Istrumentazione [per banda] di Raffaele Caravaglios Milano: G. Ricordi e C. Edit. Tip.
- 1929 Suite in quattro tempi: Opera 2 di Victor De Sabata, II tempo, Tra fronda e fronda; istrumentazione per grande banda di R. Caraviglios; Milano: G. Ricordi e C. Edit. Tip.
- 1929 Suite in quattro tempi: Opera 2 di Victor De Sabata, II tempo, Risveglio mattutino; istrumentazione per grande banda di R. Caraviglios; Milano: G. Ricordi e C. Edit. Tip.
- 1930 Tosca: Sunto dell'opera, Parte II di G.Puccini, trascrizione per grande banda di Raffaele Caravaglios (partitura);Milano, G.Ricordi e C. Edit. Tip.
- 1930 Ave Maria, per pianoforte, violino e canto
- 1930 Grande Fantasia inaugurale Gilson-Caravaglios, per Banda
- 1930 O duce a Napule (versi di P. Ferrigno), in occasione della visita di Mussolini nella città
- 1931 Ave spes italica, improvviso marziale per Banda
- 1931 Inno dei giovani fascisti di combattimento, per Banda (versi di V. Gorga)
- 1931 Inno municipale, per Banda
- 1931 Inno per l’aviazione italiana, per Banda (versi di G. Pandolfo)
- 1932 Marcia reale italiana, per Banda
- 1932 Marcia, per Banda
- 1932 Pianto di madre, marcia funebre per grande Banda di R.Caravaglios-Avellis, Vincenzo; Molfetta: Vincenzo Avellis
- 1932 Tutti compositori, o l'arte di saper Ben comporre 1000 brillantissime polke per pianoforte, anche da coloro che non conoscono la musica!: passatempo; Nocera Inferiore (Salerno), S.Pucci, 1932 (Firenze, Mignani)
- 1933 Inno a S. Gennaro, per Banda
- 1933 Rapsodia partenopea, per Banda,(le canzoni di E. A. Mario per banda), conduttore e 61 parti; Napoli, E. A. Mario, (Firenze, Stamp. Mignani)
- 1933 Stilo antico, ouverture minuscola per Banda
- 1934 Quinta rapsodia partenopea, per Banda, su canzoni di Murolo e Tagliaferri
- 1934 Maria Pia, marcia sabauda, per Banda
- 1935 Marcia della X Legione Ferroviaria, per Banda
- 1936 Gran marcia imperiale italiana (dedicata a Mussolini); Roma: C. Zinzi
- 1936 All'Italia imperiale: inno con versi di Antonio Cappa e musica di R. Caravaglios; Firenze: Mignani
- 1936 Avanti, o Italia!: Inno di Franz Carella. Trascrizione per banda di Raffaele Caravaglios; Napoli, F.lli De Marino
- ???? Molti nemici molto onore; marcia militare
- ???? Grido di Vittoria; marcia militare
- 1938 Perduta, marcia funebre di R. Caravaglios; Molfetta: Vincenzo Avellis, 1938
- 1940 Ave Maria: Per canto, violino, violoncello e pianoforte di Raffaele Caravaglios; Cosenza: A. Muti, 1940
- 1940 Marcia Funebre di Raffaele Caravaglios; Molfetta, Vincenzo Avellis
- 1941 Epopea Italica, per Banda (su testo d’Emilio Avitabile) canto in onore delle gesta dell’Impero durante la campagna d’Africa.
- 19?? Inno della vittoria: per pianoforte di Tito Mirenghi; istrumentato per banda dal M° Cav. R. Caravaglios; Napoli: Raffaele Izzi,
- ???? Il matrimonio inaspettato, Sinfonia di G.Paisiello; trascrizione per Banda del maestro R. Caravaglios [1911-1940]
- ???? Margherita regina d'Italia; R. Caravaglios; Merlo, Vincenzo: Coro, nella cantata in omaggio di S.M. la regina Margherita; Poesia di Vincenzo Merlo, Presidente del R.Collegio di Musica di Palermo; Musica di Pietro Platania, Direttore del Collegio di Musica di Palermo; Proprietà di R. C.: autografo, [1861-1890]
- ???? Marcia Funebre del Maestro Comm: R.Caravaglios e Sabino Andriani;Molfetta  [1911-1940]
- ???? Vittorio Emanuele III: marcia militare per banda; Napoli, A. Ricci
- ???? Stella, stè...!  versi di Federico Buffon e musica di Raffaele Caravaglios; fa parte di: Piedigrotta: numero unico